# Биркиш (Арад)
Биркиш (рум. Birchiş) насеље је у Румунији у округу Арад у општини Биркиш. Oпштина се налази на надморској висини од 151 m.

## Прошлост
Аустријски царски ревизор Ерлер је 1774. године констатовао да место припада Каполнашком округу, Липовског дистрикта. У селу је царинарница а становништво је било претежно влашко.
Када је 1797. године пописан православни клир ту су била три свештеника. Пароси, поп Кирил Поповић (рукоп. 1796), поп Јован Михајловић капелан и поп Георгије Вецан (1789) служили су се само румунским језиком.

## Становништво
Према подацима из 2002. године у насељу је живело 2044 становника.

### Попис2002.
| Расподела становништва по националности 2002.‍ | Расподела становништва по националности 2002.‍ | Расподела становништва по националности 2002.‍ | Расподела становништва по националности 2002.‍ | Расподела становништва по националности 2002.‍ |
| --------------------------------------------- | --------------------------------------------- | --------------------------------------------- | --------------------------------------------- | --------------------------------------------- |
|                                               |                                               |                                               |                                               |                                               |
| Румуни                                        | Румуни                                        |                                               | 1.793                                         | 87,9%                                         |
| Мађари                                        | Мађари                                        |                                               | 10                                            | 0,5%                                          |
| Роми                                          | Роми                                          |                                               | 237                                           | 11,6%                                         |

### Хронологија
| Година       | 1992 | 1993 | 1994 | 1995 | 1996 | 1997 | 1998 | 1999 | 2000 | 2001 | 2002 | 2003 | 2004 | 2005 | 2006 | 2007 | 2008 | 2009 | 2010 | 2011 | 2012 | 2013 | 2014 | 2015 | 2016 | 2017 |
| ------------ | ---- | ---- | ---- | ---- | ---- | ---- | ---- | ---- | ---- | ---- | ---- | ---- | ---- | ---- | ---- | ---- | ---- | ---- | ---- | ---- | ---- | ---- | ---- | ---- | ---- | ---- |
| Становништво | 2013 | 1950 | 1902 | 1858 | 1865 | 1892 | 1917 | 1917 | 1937 | 1905 | 1898 | 1862 | 1866 | 1887 | 1878 | 1897 | 1904 | 1899 | 1908 | 1910 | 1886 | 1909 | 1912 | 1906 | 1883 | 1853 |